# 南澳大利亚州立植物标本馆

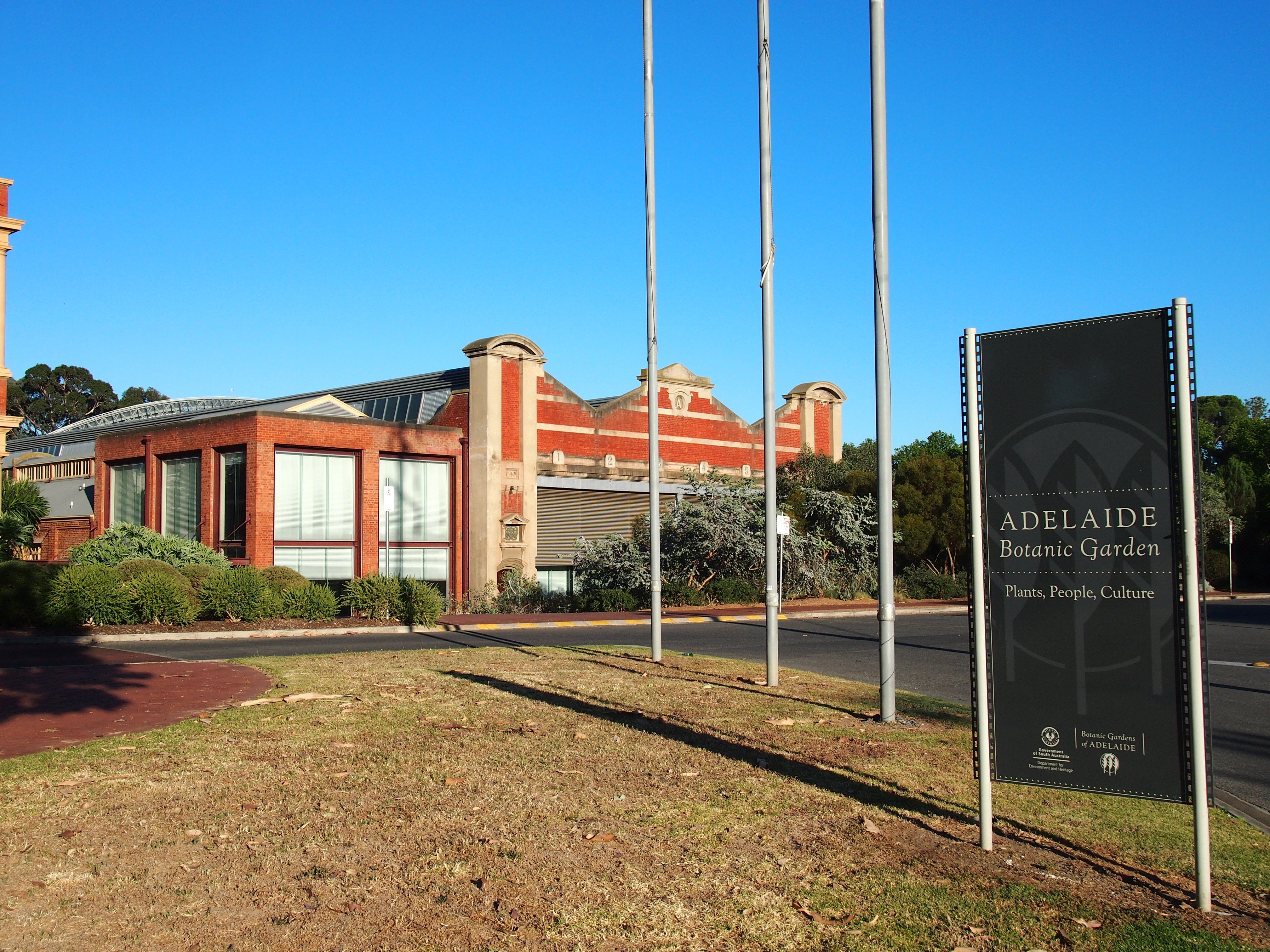

南澳大利亚州立植物标本馆（英語：State Herbarium of South Australia），是位于澳大利亚南澳大利亚州阿德莱德的植物标本馆，是澳大利亚数个州立植物标本馆之一。環境自然資源及水務署主管该馆，日常运营由阿德莱德植物园负责。
1954年，南澳洲植物标本馆作为阿德莱德植物园的一部分成立。标本馆收藏南澳大利亚本土及归化植物、藻类、真菌和地衣标本，藏品包括来自于植物学家拉尔夫·塔特、约翰·麦康奈尔·布莱克位于阿德莱德大学植物标本馆的藏品，约翰·伯顿·克莱兰爵士位于南澳大利亚博物馆的藏品，大卫·格思里·卡奇赛德教授的苔藓植物标本室，以及南澳大利亚野外自然学家协会的藏品。
2011年，标本馆迎来第100万件藏品。同年，由标本馆编纂的《南澳大利亚植物志》（Flora of South Australia）第5版线上版发布。